# Карл-Гайнц Мецнер
Карл-Гайнц Мецнер (нім. Karl-Heinz Metzner, нар. 9 січня 1923, Кассель — пом. 25 жовтня 1994, Кассель) — західнонімецький футболіст, що грав на позиції нападника.
Виступав за клуби «Боруссія» (Фульда) та «Гессен», а також національну збірну ФРН, у складі якої став чемпіоном світу 1954 року.

## Клубна кар'єра
Мецнер почав займатися футболом у віці 9 років в юнацькій академії клубу «Туспо 89/09» з Киргдітмольда-Касселя. У 1938 році став гравцем команди «Боруссія» (Фульда). У 1940 році Карла-Гайнца навіть залучили в тренувальний табір збірної Німеччини. Однак подальшому розвитку кар'єри завадила Друга світова війна, в ході якої він отримав серйозну травму правої руки.
Після закінчення війни, Карл-Гайнц вирішив вивчитися на архітектора. Його креслення використовувалися для будівництва деяких федеральних автобанів.
У 1949 році Мецнер все ж повернувся у футбол, в команду «Гессен», в якій грав до кінця кар'єри в 1961 році. Мецнер став єдиним гравцем цього клубу, який викликався в національну збірну ФРН. Завершив кар'єру Карл-Гайнц Мецнер 5 серпня 1961 року. Тоді у товариській грі в Белграді «Гессен» зіграв з «Радничками».

## Виступи за збірну
1952 року дебютував в офіційних іграх у складі національної збірної Німеччини у товариському матчі проти збірної Іспанії у Мадриді.
Був включений в заявку збірної ФРН на чемпіонаті світу 1954 року у Швейцарії і став чемпіоном світу, хоча не зіграв там жодного матчу.
Всього протягом кар'єри у національній команді провів у формі головної команди країни лише 2 матчі. Це обумовлюється тим, що на позиціях, де міг би зіграти Мецнер, була занадто висока конкуренція — хавбеки Горст Еккель і Карл Май і інсайд-форварди Макс Морлок і Фріц Вальтер, з яким змагатися було вкрай складно.

## Особисте життя
Нагороджений золотою медаллю міста Кассель. Був одружений з 1948 року, з майбутньою дружиною Брунгільдою познайомився в 1946 році. У них була дочка Ілона.
Мецнер помер 25 жовтня 1994 року у місті Кассель від інфаркту.

## Досягнення
- Чемпіон світу: 1954